# U 535
U 534 war ein U-Boot der deutschen Kriegsmarine, das  im Zweiten Weltkrieg im Mittelatlantik eingesetzt wurde. Das Boot wurde auf seiner ersten Unternehmung im Sommer 1943 versenkt, wobei alle Besatzungsmitglieder ums Leben kamen.

## Bau und technische Daten
U 535 war ein Boot vom Typ IX C/40 und wurde 1942 von der Deutschen Werft AG in Hamburg-Finkenwerder mit der Baunummer 353 gebaut. Das Boot wurde am 23. Dezember unter dem Kommando von Kapitänleutnant Helmut Ellmenreich in Hamburg in Dienst gestellt. Ellmenreich war 1935 in die Kriegsmarine eingetreten und hatte zunächst auf dem Hilfskreuzer Orion als Wachoffizier gedient. Seine U-Bootausbildung hatte er im Herbst 1942 absolviert. U 535 war Ellmenreichs erstes eigenes Kommando.

### Einsatz und Geschichte
Das Boot lief am 25. Mai 1943 von Kiel zu seiner ersten Unternehmung aus. Als Einsatzgebiet war der Mittelatlantik vorgesehen. In diesem Monat hatte die U-Bootführung ausgedehnte Unternehmungen geplant, die durch Versorgungs-U-Boote unterstützt wurden. Da eines dieser Boot auf der Anfahrt ins Operationsgebiet versenkt wurde, wurden einige Kampfboote angewiesen, als behelfsmäßige U-Boottanker zu fungieren. Dies betraf auch U 535, das fast seinen gesamten Treibstoff weisungsgemäß an die sogenannte „Milchkuh“ U 488 abgab. Anschließend brach Kommandant Ellmenreich entsprechend die gerade begonnene Unternehmung ab und steuerte mit seinem Boot die nordfranzösische Atlantikküste an, um einen der dortigen deutschen Marinestützpunkte zu erreichen.

### Versenkung
Das Boot wurde am 5. Juli westlich von Kap Ortegal durch eine Consolidated B-24, einen sogenannten Liberator Bomber, mit Wasserbomben angegriffen und versenkt. Der Bomber, der der 53. Squadron der Royal Air Force angehörte, wurde während des Angriffs durch Flugabwehrfeuer erheblich beschädigt.